# Luca Antei
Luca Antei, né le 19 avril 1992 à Rome en Italie, est un footballeur italien évoluant au poste de défenseur central.

## Biographie

### En club

#### Les débuts
Luca Antei commence le football au Montemario Calcio en 2000, un club du nord de Rome avant d'intégrer l'US Tor di Quinto en 2001. Il y reste jusqu'en 2009, date à laquelle il part pour l'AS Rome après avoir été repéré par Andrea Stramaccioni, qui le fait passer de milieu défensif à défenseur central. Luca Antei remporte le championnat Primavera avec le club romain en 2011.

#### Prêt à Grosseto
Luca Antei est ensuite prêté à l'US Grosseto afin de s'aguerrir. Le 1er octobre 2011, il fait ses débuts en Serie B lors de la 7e journée face à l'Ascoli Calcio 1898 en remplaçant Samuele Olivi (match nul 3-3). Il inscrit son premier but le 20 mai 2012 lors de la 41e journée face à l'Empoli FC. Alors qu'il commence la saison en tant que remplaçant, il la termine en jouant les neuf derniers matches en tant que titulaire.

#### Transfert à l'US Sassuolo
Luca Antei est transféré au mercato hivernal de 2013 à l'US Sassuolo[réf. nécessaire].

### En sélection
Luca Antei est sélectionné une fois avec l'Italie des moins de 19 ans, le 19 mai 2011 face à la Macédoine (victoire 3-0). Il honore sa première sélection espoirs le 6 octobre 2011 face au Liechtenstein (victoire 2-7). Il est de nouveau appelé par Ciro Ferrara face à la Turquie (victoire 2-0) et l'Écosse (victoire 1-4).

## Statistiques
| Saison                | Club                  | Championnat           | Championnat | Championnat | Coupe(s) nationale(s) | Coupe(s) nationale(s) | Total | Total |
| Saison                | Club                  | Division              | M.          | B.          | M.                    | B.                    | M.    | B.    |
| 2011-2012             | US Grosseto (prêt)    | Serie B               | 21          | 1           | -                     | -                     | 21    | 1     |
| 2012-2013             | AS Rome               | Serie A               | -           | -           | -                     | -                     | 0     | 0     |
| 2012-2013             | US Sassuolo           | Serie B               | 2           | 0           | -                     | -                     | 2     | 0     |
| 2013-2014             | US Sassuolo           | Serie A               | 22          | 0           | 1                     | 0                     | 23    | 0     |
| 2014-2015             | US Sassuolo           | Serie A               | 8           | 0           | 3                     | 0                     | 11    | 0     |
| 2015-2016             | US Sassuolo           | Serie A               | 5           | 0           | -                     | -                     | 5     | 0     |
| Total sur la carrière | Total sur la carrière | Total sur la carrière | 58          | 1           | 4                     | 0                     | 62    | 1     |

## Palmarès

### En club
- AS Rome
  - Championnat Primavera
    - Vainqueur : 2011.